# Dihidralazină
Dihidralazina este un medicament antihipertensiv utilizat în tratamentul hipertensiunii arteriale. Este un derivat de hidrazinoftalazină și prezintă un profil similar cu hidralazina.